# Brendon Smith
Brendon Smith (Osaka, 24 de agosto de 1995) é um nadador australiano, medalhista olímpico.

## Carreira
Smith conquistou a medalha de bronze nos Jogos Olímpicos de Verão de 2020 em Tóquio na prova de 400 m medley masculino com a marca de 4:10.38.